# Љубав долази касније
„Љубав долази касније“ је српски филм из 2013. године. Филм је дебитантско остварење редитеља Хаџи-Александра Ђуровића, који га је режирао по сопственом сценарију, односно по личној збирци кратких прича. Филм је премијерно приказан у Београду на ФЕСТ-у 1. марта 2013. године.

## Радња
У овој романтичној трагедији — љубавној драми преплићу се три приче чији актери покушавају да, током једне ноћи, реше своје емотивне проблеме и нерешене везе из прошлости. Свако од ликова преживљава своју усамљеност са другима.

## Улоге
| Глумац             | Улога             |
| ------------------ | ----------------- |
| Милица Стефановић  | Проститутка       |
| Андреј Шепетковски | Бивши             |
| Горан Јевтић       | Бивши             |
| Љубинка Кларић     | Жена са функцијом |
| Александар Ђурица  | Бивши             |
| Танасије Узуновић  | Џогер             |
| Јадранка Селец     | Џогерка           |